# Hemigaleus microstoma
Hemigaleus microstoma — акула з роду Великоока акула родини Великоокі акули. Інша назва «серпоплавцева великоока акула».

## Опис
Загальна довжина досягає 1,14 м. Голова помірного розміру. Морда подовжена, округла. Очі великі, з мигательною перетинкою. За ними розташовані маленькі бризкальця. Рот невеликий, дугоподібний. На верхній щелепі розташовано 25-32 робочих зубів. На нижній — 43-54. Зуби нижньої щелепи мають форму перевернутої латинської букви «Y». У неї 5 пар коротких зябрових щілин. Тулуб обтічний, стрункий. Грудні плавці великі, серпоподібної форми. Має 2 серпоподібних спинних плавця, з яких перший більше на ⅓ заднього. Звідси походить інша назва цієї акули. Перший спинний плавець розташовано між грудними та черевними плавцями. Задній спинний плавець — навпроти анального. Хвостовий плавець гетероцеркальний. Верхня лопать значно розвинутіша та довша за нижню лопать.
Забарвлення сіро-коричневе, іноді з бронзовим відливом. Черево має попилясто-білий колір. Іноді з боків присутні невеличкі світлі плями. Кінчики можуть бути світліше або темніше за загальний фон.

## Спосіб життя
Тримається на глибині до 170 м, континентального й острівного шельфу. Живиться переважно кальмарами, восьминогами, каракатицями, іноді — дрібною костистою рибою та м'якотілими донними безхребетними.
Статева зрілість настає у самців при розмірі 75 см, самиць — 75-78 см. Це живородна акула. Вагітність триває 6 місяців. Самиці народжують від 2 до 4 акуленят завдовжки до 47 см. Народження відбувається 2 рази на рік.
Не є об'єктом промислового вилову.
Не становить загрози для людини.

## Розповсюдження
Мешкає в Червоному морі, біля південного узбережжя Індії, в акваторії Шрі-Ланки, уздовж південного узбережжя М'янми, Таїланду, Малаккського півострова, Великих Зондських острвоів, Філіппін, південного Китаю, Тайваню. Зрідка трапляється біля північно-західного узбережжя Австралії.